# Christopher Allport
Christopher Allport, nome artístico de Alexander Wise Allport Jr. (Massachusetts, 17 de junho de 1947 - Wrightwood, 25 de janeiro de 2008), foi um ator norte-americano.
O ator, que tinha contrato no seriado Mad Men quando morreu, faleceu no inverno de 2008, depois de ficar soterrado por uma avalanche num resort de esqui em "Mountain High", em Wrightwood.
Seus melhores trabalhos foram Invaders from Mars, Viver e Morrer em Los Angeles e Circle of Power.